# Tvillingfrossmygga
Tvillingfrossmygga, Anopheles daciae, är en tvåvingeart som beskrevs av Linton, Nicolescu och Ralph E. Harbach 2004. Den ingår i släktet malariamyggor och familjen stickmyggor. Inga underarter finns listade i Catalogue of Life.
Tvillingfrossmyggan tillhör samma artkomplex som bland annat källarfrossmyggan (Anopheles messeae), som den bara kan skiljas från genom DNA-analys.

## Utbredning
Arten beskrevs först från Rumänien, men har senare påträffats i södra och västra Storbritannien, Kroatien, Ryssland, Tyskland, Polen, Serbien, Sverige och Finland. 
I Finland har den påträffats i de södra delarna, västerut till Åland, samt i Norra Österbotten. I Sverige har den fram till 2020 påträffats i Småland och Uppland.
Eftersom arten är så pass lik den mycket vanliga arten källarfrossmygga, är det troligt att tvillingfrossmyggans utbredningsområde kommer att öka, då denna art troligtvis tidigare förväxlats med källarfrossmyggan.

## Taxonomisk placering
Tvillingfrossmygga har sedan den beskrevs varit föremål för vetenskaplig diskussion om artens existens på grund av de mycket små skillnaderna mellan An. daciae och An. messae. Medan resultat från Rumänien och Storbritannien stödde hypotesen om två separata arter, ifrågasatte studier från Italien och Ryssland detta. I och med två studier från Ryssland och Sverige som analyserade DNAt med mera avancerade metoder, kunde det fastslås att An. daciae är en egen art.